# Viktória Strýčková
Viktória Strýčková (* 22. Januar 2001) ist eine slowakische Leichtathletin, welche sich auf den Sprint spezialisiert hat.

## Karriere
Ihren ersten großen Erfolg auf nationaler Ebene konnte Viktória Strýčková am 29. August 2020 feiern, als sie bei den slowakischen Meisterschaften in Trnava im 400-Meter-Lauf in einer Zeit von 56,79 Sekunden den dritten Platz belegte und sich damit die Bronzemedaille sicherte. Knapp zwei Wochen später ging sie ebenfalls in dieser Disziplin beim P-T-S Meeting 2020, welches in der Multifunktionsarena X-Bionic Sphere in Šamorín, an den Start und belegte in einer Zeit von 58,20 Sekunden den sechsten Platz. Zudem sicherte sie sich am 19. September 2020 über die 400 Meter den slowakischen Meistertitel im U20-Bereich.
In der Freiluft-Saison des darauffolgenden Jahres durfte Viktória Strýčková im 400-Meter-Lauf am 2. Juni 2021 beim P-T-S Meeting 2021 an den Start gehen. Sie absolvierte die 400 Meter in einer Zeit von 56,35 Sekunden und belegte damit den siebten Platz. Am 26. und 27. Juni nahm sie bei den slowakischen Meisterschaften, welche erneut in Trnava ausgetragen wurden, teil und startete im 200-Meter-Lauf. Ihren Vorlauf konnte sie in einer Zeit von 24,08 Sekunden gewinnen. Doch die Siegerzeit wurde nicht ihre neue persönliche Bestleistung über die 200 Meter aufgrund von zu viel Wind. Im Finale konnte sie dann bei zulässigen Wind mit 24,15 Sekunden eine neue persönliche Bestleistung aufstellen und sich zudem den slowakischen Meistertitel über die 200 Meter sichern. Aufgrund ihrer gezeigten Leistung wurde sie für die U23-Europameisterschaften 2021 nominiert und durfte dort sowohl im 200-Meter-Lauf als auch in der 4-mal-400-Meter-Staffel antreten. Über die 200 Meter schied sie bereits mit ihrer Zeit von 24,51 Sekunden aus. Bei dem Staffelwettbewerb ging sie gemeinsam mit Gabriela Gajanová, Lenka Predajnianska, Natália Bučičová an den Start. Sie stellten dabei im Vorlauf in 3:45,02 Minuten zwar eine neue slowakische U20-Bestleistung in der 4-mal-400-Meter-Staffel auf, konnten sich aber trotzdem nicht für das Finale qualifizieren.
In der Hallensaison 2022 nahm Viktória Strýčková bei den slowakischen Hallenmeisterschaften, welche in Bratislava ausgetragen wurden, teil und ging sowohl im 60-Meter-Lauf als auch im 200-Meter-Lauf an den Start. Über die 60 Meter konnte sie das Finale erreichen und gewann dort in 7,61 Sekunden die Bronzemedaille. Über die 200 Meter konnte sie sogar in einer Zeit von 24,68 Sekunden ihre zweite slowakische Meisterschaft gewinnen. In der Freiluft-Saison des Jahres ging sie am 9. Juni 2022 beim P-T-S meeting 2022 sowohl über die 100 Meter als auch über die 200 Meter an den Start. Während es sich bei dem 200-Meter-Wettbewerb, bei welchem sie den zweiten Platz belegte, nur um einen nationalen Wettbewerb handelte, war der Wettbewerb im 100-Meter-Lauf ein international besetzter Wettbewerb. Dabei belegte sie in einer Zeit von 11,83 Sekunden den siebten Platz.

## Bestleistungen

### Freiluft
- 100-Meter-Lauf: 11,80 Sekunden am 11. Juni 2022 in  Uherské Hradiště
- 200-Meter-Lauf: 24,15 Sekunden am 27. Juni 2021 in  Trnava
- 400-Meter-Lauf: 55,82 Sekunden am 28. Mai 2022 in  Olmütz

### Halle
- 060-Meter-Lauf: 07,61 Sekunden am 26. Februar 2022 in  Bratislava
- 200-Meter-Lauf: 24,68 Sekunden am 27. Februar 2022 in  Bratislava
- 400-Meter-Lauf: 57,89 Sekunden am 12. Februar 2022 in  Bratislava